# Marcela Cadena
Marcela Cadena (1980) es una artista plástica mexicana con numerosas exposiciones tanto en su país como en el extranjero. Ha expuesto en su ciudad natal, así como en Nueva York, Buenos Aires, en la Bienal de Florencia; y es la primera mujer mexicana en exponer en el Pabellón Latino de la Feria más importante de Asia, Art Shanghai (2010).

## Reseña biográfica

### Infancia y adolescencia
Desde su infancia se interesó por el dibujo y la pintura por lo que empezó a aprender las distintas técnicas como pastel, acrílico y óleo en diversos talleres. Guiada por su gusto por la arquitectura y el interiorismo, estudió Diseño de Interiores en la Universidad Motolinia del Pedregal pero nunca se alejó del arte.

### Primeros trabajos
En 2005 hizo su primera exposición titulada “Reflejos del Alma”, la cual fue inaugurada por el maestro Juan Soriano, en la Torre del Reloj de la Ciudad de México. Después fue invitada a participar en una exposición colectiva en Nueva York con artistas latinoamericanos y participó en la Enciclopedia de Artistas Iberoamericanos de la Universidad de Nueva York. Hizo tres exposiciones más en Nueva York entre colectivas e individuales. También participó en el Saemangeum Flag Festival en Corea representando a México.

### Etapa segunda
En 2011 participó en la Bienal de Florencia y ese mismo año publicó el libro “El corazón por encima por la razón”, donde mezcla imágenes de sus pinturas con pensamientos. Su más reciente muestra es Diálogos Espirituales, la cual presentó en el Museo de Arte Moderno de Toluca en el Estado de México, la cual es un compendio de 22 piezas, resultado de un proceso de introspección de la artista y con el cual busca que los espectadores se conecten con su universo interior.